# Triethylboran
Triethylboran (zkráceně TEB), také nazývaný triethylbor, je organická sloučenina patřící mezi organoborany, se vzorcem (C2H5)3B, zapisovaným též jako Et3B.

## Příprava a struktura
Triethylboran se získává reakcí trimethylboritanu s triethylhliníkem:
Et3Al + (MeO)3B → Et3B + (MeO)3Al
Tato látka se vyskytuje v monomerní formě, čímž se liší od H3B a Et3Al, které vytváří dimery. BC3 jádro molekuly je rovinné.

## Použití

### V tryskových motorech
Triethylboran se používal k zapalování paliva JP-7 v motorech Pratt & Whitney J58 letounu Lockheed SR-71 Blackbird a jeho předchůdce A-12 OXCART. Triethylboran je pro tento účel vhodný díky své samozápalnosti, obzvláště pak v důsledku vytváření velmi vysokých teplot. U Blackbirdu byl použit, protože palivo JP-7 má velmi nízkou těkavost a je obtížné jej zapálit.

### V raketách
Ve směsi s 10 až 15 % triethylhliníku byl TEB použit ke spouštění motorů F-1 u raket Saturn V.
V raketě Falcon 9 společnosti SpaceX se rovněž používá směs triethylhliníku a triethylboranu jako zápalná látka.

### V organické chemii
V průmyslu triethylboran slouží jako iniciátor při radikálových reakcích, kde je účinný i za velmi nízkých teplot.
Jako iniciátor může nahradit některé organocínové sloučeniny.
Triethylboran reaguje s enoláty za vzniku enoxytriethylborátů, jež mohou být alkylovány na α-uhlíkových atomech selektivněji než za nepřítomnosti TBE, například enolát vzniklý reakcí cyklohexanonu s hydridem draselným poskytuje za přítomnosti TBE 2-allylcycklohexanon s 90% výtěžností, za jeho nepřítomnosti obsahuje výsledná směs 43 % monoallylovaného produktu, 31 % diallylovaných cyklohexanonů a 28 % nezreagovaného výchozího materiálu. Druh použité zásady i teplota mají vliv na to, jestli vznikne stabilnější či méně stabilní enolát, což umožňuje volit místa, kam se navážou substituenty. Při použití 2-methylcyklohexanonu reagujícího s hydridem draselným a triethylboranem v THF za pokojové teploty vznikne více substituovaný a stabilnější enolát, než reakcí bis(trimethylsilyl)amidu draselného, KN[Si(CH3)3]2, s triethylboranem za −78 °C. První z těchto směsí může reagovat s jodmethanem za vzniku 2,2-dimethylcyklohexanonu s výtěžností 90 %, zatímco ze druhé vzniká 2,6-dimethylcyklohexanon, přičemž výtěžnost činí 93 %.
Triethylbor se používá při Bartonových–McCombieových deoxygenacích alkoholů. Ve spojení s tri-terc-butoxyhydridem lithno-hlinitým zde štěpí ethery, například THF se, po hydrolýze, přeměňuje na butan-1-ol. TEB také spouští některé Reformatského reakce.
Triethylboran je také prekurzorem redukčních činidel triethylborohydridu lithného a triethylborohydridu sodného.
MH + Et3B → MBHEt3 (M = Li, Na)
TEB reaguje s methanolem za tvorby diethyl(methoxy)boranu, který se používá jako chelatační činidlo při Narasakových–Prasadových redukcích, sloužících ke stereoselektivní přípravě syn-1,3-diolů z β-hydroxyketonů.

## Bezpečnost
Triethylboran je samozápalný, jeho teplota vznícení činí −20 °C. Hoří zeleným plamenem charakteristickým pro sloučeniny boru. Obvykle se tak skladuje i používá za nepřístupu vzduchu. Triethylboran je také toxický při požití, LD50 zjištěná u krys má hodnotu 235 mg/kg.